# George Bull
George Bull (Wells, 25 marzo 1634 – Brecknockshire, 17 febbraio 1710) è stato un teologo e vescovo anglicano inglese. Fu vescovo di St. David dal 1705.

## Opere
Delle sue numerose opere le più conosciute sono: Harmonia apostolica (1670), nella quale attacca la dottrina luterana della giustificazione per la sola fede, e Defensio fidei catholicae (1685), ove cerca di mostrare la concordanza dei Padri preniceni e del simbolo di Nicea. Lodato dal Bossuet e dal clero di Francia per i suoi scritti relativi alla Trinità, egli attaccò la Chiesa Romana nel trattato The Corruptions of the Church of Rome (1705), il più conosciuto dei suoi scritti.
La migliore edizione delle opere del Bull è quella curata da Edward Burton: The Works of George Bull, 2ª ed., voll. 7, Oxford 1846.